# Lista de escândalos no esporte
Este artigo é uma lista dos escândalos esportivos (sejam eles de manipulação de resultados, casos de doping, fraudes, e falta de espírito esportivo, no caso das Olimpíadas) que aconteceram ao longo da história (e que foram provados), dividido em modalidades esportivas, e por temas.

## Olimpíadas
- Fred Lorz - Lorz ficou conhecido por ter aceitado uma carona no carro de seu empresário por cerca de dez milhas, durante a maratona do Jogos de Saint Louis-1904. Fato este que o fez ganhar a prova.[1] Porém, a farsa foi descoberta, e o vencedor acabou sendo o segundo a cruzar a linha de chegada, Thomas Hicks.
- Nancy Kerrigan x Tonya Harding (Patinação no Gelo (1994)) - Às vésperas da seletiva americana para os Jogos de Lillehammer, a favorita Kerrigan foi agredida por desconhecidos com golpes de barras de ferro nos joelhos. Este fato abriu caminho para a classificação de Harding. Com a aproximação do início dos Jogos, as investigações apontavam para a participação do ex-marido de Tonya Harding e, possivelmente, da própria patinadora, como mandantes da agressão. Sem dispor de uma conclusão do inquérito para se basear e com Nancy Kerrigan recuperada da lesão, o Comitê Olímpico dos EUA decidiu enviar as duas à Noruega. Ovacionada, Kerrigan ficou com a medalha de prata, enquanto Harding amargou um oitavo lugar e ainda admitiu sua culpa na história ao voltar para seu país.
- Caso Boris Onishchenko (pentatleta da URSS) - Boris Onishchenko deixou os Jogos Olímpicos de Montreal 1976 em desgraça, após descobrir-se que, durante a parte da esgrima, ele tinha a espada equipada com um botão que lhe permitia acionar o sistema de pontuação eletrônica no momento em que quisesse.
- Basquete Paraolímpico Espanhol (2000) - O vitorioso time paraolímpico espanhol teve que devolver suas medalhas de ouro porque foi descoberto que 10 dos 12 não tinham deficiência mental. Nas Paraolimpíadas, o basquete para cadeirantes só aceita jogadores com deficiência mental.
- Escândalo na arbitragem da patinação artística nos Jogos Olímpicos de Inverno de 2002 - Na competição de duplas da patinação artística, os representantes da Rússia (Elena Berezhnaya e Anton Sikharulidze) e do Canadá (Jamie Salé e David Pelletier), eram considerados os favoritos à conquista do ouro. Especialistas apontaram a performance russa mais difícil, porém contendo mais erros (incluindo um grave no último passo), e a vitória canadense era tomada como certa.[2] O público, aparentemente, incentivava a vitória da dupla. Com o anúncio das notas, a vitória ficou com a dupla russa. Comentaristas imediatamente contestaram a decisão, dizendo que era impossível Berezhnaya e Sikharulidze vencerem Salé e Pelletier[3] Os árbitros da Rússia, da Polônia, da China, da Ucrânia e da França haviam dado notas melhores para os russos. Os árbitros dos Estados Unidos, do Canadá, da Alemanha e do Japão haviam escolhido os canadenses. Quase que imediatamente, suspeitas de manipulação recaíram sobre a árbitra francesa, Marie-Reine Le Gougne. Posteriormente, Le Gougne revelou que foi pressionada pelo chefe da federação francesa, Didier Gailhaguet, a colocar a dupla russa em primeiro lugar. Esse ato faria parte de um esquema para beneficiar a dupla francesa na competição de dança no gelo, que seria realizada em alguns dias.[4] A Federação Internacional de Esqui e o Comitê Olímpico Internacional decidiram, então, afastar Marie-Reine Le Gougne das competições,[5] elevar a dupla canadense ao primeiro lugar e manter a dupla russa com a medalha de ouro, já que não foi provada a participação deles no caso.
- Ara Abrahamian é um lutador greco romano sueco. Nas Olimpíadas de Pequim-2008, ele foi suspenso pelo Comitê Olímpico Internacional após jogar no chão a medalha de bronze conquistada na categoria até 84kg dos Jogos Olímpicos de Verão de 2008.[6] O ato foi em protesto à decisão dos árbitros, que não o escolheram vencedor da luta da semifinal.[7]
- Ángel Matos é um atleta cubano de Taekwondo. Nos Jogos Olímpicos de 2008, após demorar muito no atendimento médico, ele foi desclassificado e perdeu a luta. Descontente, ele chutou a cara do árbitro e foi banido para sempre do esporte.[8]
- Andreea Răducan é uma atleta romena de ginástica artística. Em Sydney-2000, Andreea venceu o evento individual à frente de sua compatriota Simona Amanar, tendo a medalha retirada posteriormente por uso de doping. A substância estava contida em um remédio para resfriado, que Raducan tomara no dia anterior à competição; mesmo considerando que não houve má fé, a ginasta não teve sua medalha devolvida. O médico da seleção romena, que lhe dera o remédio, foi expulso. Andreea continuou, entretanto, com suas medalhas de ouro (conquistada na competição por equipes) e de prata (vinda do salto sobre cavalo).

### Doping
- Ben Johnson - Ben foi campeão olímpico nos 100m rasos dos Jogos Olímpicos de Verão de 1988 em Seul, mas perdeu, 48 horas depois, a medalha de ouro, os recordes e a reputação, ao ser flagrado no mais conhecido caso de doping na história dos esportes em geral.[9]
- Marion Jones - Marion ganhou 5 provas de atletismo nos Jogos Olímpicos de Sydney 2000. Porém, em outubro de 2007 confessou ter participado daqueles Jogos sob o efeito de esteróides anabolizantes[10] e, por isso, teve de devolver todas as medalhas olímpicas ao Comitê Olímpico Internacional.[11]

## Atletismo
- Caso Pinki Pramanik - Pinki Pramanik era uma velocista indiana que ajudou o revezamento 4x100m indiano a conquistar a medalha de ouro nos Jogos Asiáticos de 2006. Porém, em junho de 2012, foi obrigada a fazer um teste que comprovaria seu sexo. O teste mostrou que Pramanik é um pseudo-hermafrodita masculino, ou seja, geneticamente é um homem que desenvolveu algumas características físicas femininas. Com a confirmação de que é homem e capaz de manter relações sexuais, Pramanik está respondendo perante as autoridades pela denúncia.[12]

### Doping
- Tim Montgomery - Recordista mundial, Tim viu seus recordes serem anulados após ser flagrado em exames antidoping pelo uso de esteróides anabolizantes. Em 2008, Montgomery confessou o uso de doping nas Olimpíadas de Sydney em 2000 para participar das eliminatórias dos 4 X 100 m.[13]
- Atletismo Brasileiro - Em 2009 veio a tona o maior escândalo de dopagem no atletismo brasileiro. Os atletas Bruno Lins, Jorge Célio da Rocha Sena, Josiane Tito, Luciana França e Lucimara Silvestre tiveram o resultado divulgado às vésperas de participação do Brasil no Mundial de Berlim-2009. A droga (eritropoietina) teria sido aplicada pelo fisiologista Pedro Balikian, que jamais se pronunciou oficialmente. Os treinadores (Jayme Netto e Inaldo Sena) foram banidos do esporte por 5 anos ao confessar a culpa.[14]

## Automobilismo
- Senna versus Prost — No Grande Prêmio do Japão de 1989, disputado no circuito de Suzuka, com Ayrton Senna e Alain Prost brigando pelo título, o brasileiro tenta a ultrapassagem por dentro da chicane, onde fica a antepenúltima curva antes da reta dos boxes, e Prost atinge a lateral do carro de Senna, levando os dois carros a parar na caixa de brita ao lado da chicane. O francês sai do carro, mas Senna continua na prova. Alguns fiscais de prova ajudam-no a voltar, empurrando o carro pra trás, e depois pra frente, na direção da chicane. Nesse momento inicia-se a polêmica: o brasileiro volta à pista pela escapatória, o que seria proibido por se tratar de um atalho, mas o regulamento não deixava isso tão claro, pois não especificava exatamente em quais condições. O carro de Senna estava em uma posição que impossibilitaria a passagem dos outros pilotos por aquele trecho. No final, Senna vence a corrida, mas nos bastidores é desclassificado, e o título acaba ficando com Prost, conterrâneo de Balestre. O que se seguiu foi uma série de acusações para todos os lados. Anos mais tarde, em 1996, já fora da presidência da FIA, Balestre admitiu que beneficiara o compatriota naquele final de campeonato.[15]
- A polêmica temporada de 1994 — Numa temporada marcada pelas mortes de Roland Ratzenberger (durante os treinos para o GP de San Marino) e Ayrton Senna (na corrida), uma série de polêmicas envolvendo as equipes, principalmente a Benetton, ganharam destaque: no GP da Inglaterra, em Silverstone, Michael Schumacher foi punido por ultrapassar seu rival na briga pelo título, Damon Hill, na volta de apresentação. Na volta 21, levou bandeira preta após não fazer o Stop-and-go que recebera na volta 14; em Spa-Francorchamps, a prancha de madeira instalada embaixo de seu carro possuía 1 milímetro acima do permitido, e com isso, sua vitória foi cassada; e em Adelaide, o alemão forçou o abandono de Damon Hill e dele próprio ao jogar o carro sobre a Williams de seu adversário.
- Barrichello versus Schumacher — No Grande Prêmio da Áustria de 2002, após liderar grande parte da prova, Rubens é obrigado pela equipe Ferrari a ceder o primeiro lugar a seu companheiro de equipe, Michael Schumacher, a poucos metros da linha de chegada.[16]
- Escândalo de espionagem da McLaren — Em 2007, a Fórmula 1 foi pega de surpresa com uma denúncia de espionagem envolvendo as equipes McLaren e Ferrari, que afasta seu mecânico-chefe, Nigel Stepney, ao acusá-lo de colocar um misterioso pó branco no tanque dos carros do time. Stepney é demitido, enquanto a McLaren afasta o projetista Mike Coughlan de suas funções. Em setembro, a FIA entendeu que a McLaren fez uso das informações contidas nos documentos e puniu a escuderia com a cassação dos pontos no Mundial de Construtores e aplicando 100 milhões de dólares de multa[17]. Fernando Alonso e Lewis Hamilton, que brigavam pelo título, não foram penalizados. Coughlan perdeu o emprego na McLaren em 2008, e Stepney morreu em 2014, vítima de acidente automobilístico.
- Singapuragate - O maior escândalo da história da Fórmula 1 aconteceu no Grande Prêmio de Singapura de 2008, no caso que ficou conhecido como Nelsinhogate.[18] Em setembro de 2009 foi comprovada pela FIA, que a equipe Renault ordenou que o companheiro de equipe de Fernando Alonso, Nelson Piquet Jr. batesse de forma proposital contra o muro na curva 17, para forçar a entrada do safety car. Dessa maneira, Alonso, que foi chamado aos boxes duas voltas antes, conseguiu assumir a liderança e conquistar a vitória.[19][20] descoberto o esquema, a FIA baniu Flavio Briatore do esporte, suspendeu Pat Symonds por 5 anos, mas inocentou Alonso e Nelsinho. A Renault recebeu uma pena simbólica.
- Grande Prêmio dos Estados Unidos de 2012 - Antes da largada, a Ferrari trocou o câmbio do carro de Felipe Massa para que este perdesse, de forma proposital, cinco posições no grid de largada. Esta "punição proposital" fez com que o espanhol Fernando Alonso, que estava lutando pelo título da temporada, ganhasse uma posição na formação de largada e, ainda, pudesse alinhar no 'lado limpo' da pista. A manobra tática da Ferrari não tinha nenhum impedimento legal. Mas foi questionável em termos esportivos, morais, etc.[21][22]

## Baseball

### Manipulação de Resultados
- Eight Men Out - Os jogadores “Sleepy Bill” Burns e Billy Maharg, aliciados pelo gangster Arnold Rothstein, conseguiram subornar oito jogadores com um total de 100.000 dólares para entregarem a World Series 1919. A quantia foi paga, assim a franca favorita Sox perdeu oito jogos para o Cincinnati Reds. Em setembro de 1920 um inquérito acabou desvendando toda a armação e a verdade veio à tona. Os oito jogadores (para sempre conhecido como o Eight Men Out) foram indiciados e suspensos do esporte para o resto de suas vidas.[23]

## Boxe

### Equipamentos Adulterados
- Luta Luis Resto x Billy Collins Jr. - Em 1983, o então invicto e promissor pugilista Billy Collins Jr. perdeu a luta contra Luis Resto após este usar luvas com uma camada de argamassa no lugar do enchimento de espuma (falcatrua combinada com seu treinador Carlos "Panama" Lewis). Por conta desta luta, Billy teve seu rosto todo deformado, e teve sua carreira prematuramente encerrada, com apenas 21 anos. Em 2009, a HBO lançou um documentário chamado Assault in the Ring que conta a historia dessa luta.[24]
- Luta Shane Mosley x Antonio Margarito - Margarito foi acusado de ter lutado com gesso líquido nas bandagens de seus dedos. Além de ter sido nocauteado, acabou sendo suspenso por um ano.[25]

## Ciclismo
- Caso Lance Armstrong - Lance Armstrong é um ex-ciclista estadunidense que, em 2012 foi banido eternamente e desclassificado de todos seus resultados obtidos desde agosto de 1998, pelo uso e distribuição de Dopagem bioquímica.[26] Como consequência ele perdeu os sete títulos do Tour de France que conquistou entre 1999 e 2005 depois de ter retornado a competir após ter contraído Câncer testicular. Além disso, em novembro de 2012, a revista Sports Illustrated divulgou uma lista de atletas mais antidesportivos do ano. O ciclista ficou na 1a posição. 10 anos antes, a revista já o havia premiado com o troféu Fair Play ("jogo limpo") por seus valores esportivos.[27] Em uma entrevista concedida ao programa Oprah Winfrey Show, em janeiro de 2013, ele confessou o uso de anabolisantes.[28] Segundo o jornal The New York Times, a confissão seria parte de uma estratégia para convencer as autoridades do esporte a autorizá-lo a voltar a participar das competições que adotam o Código Mundial Antidoping das quais está banido para o resto da vida.[29]

## Críquete

### Manipulação de resultados
- Hansie Cronje - Hansie Cronje era o capitão da seleção Sul-Africana de críquete. Cronje foi indiciado por estar recebendo dinheiro de apostadores para manipular resultados. Vários de seus companheiros de equipe disseram em uma comissão no governo que Cronje ofereceu dinheiro para entregarem a partida — Cronje negou. Anos mais tarde, ele admitiu que recebia U$100.000 de apostadores em troca por informações de partidas e para repassar a outros jogadores para jogarem mal.[30]

## Futebol

### Adulteração de Documentos
- Sandro Hiroshi - O Caso Sandro Hiroshi foi o mais famoso caso de adulteração de idade no futebol brasileiro.[31] No ano de 1999 o atleta, que então jogava pelo São Paulo, envolveu-se em problemas com a justiça desportiva por ter tido a certidão de nascimento supostamente alterada por seu pai quando criança.
- Luciano Siqueira de Oliveira - Luciano utilizou documento e nome falsos durante 6 anos. Ele conseguiu obter RG, CPF, Título de eleitor, passaporte, entre outros, e iniciou, dessa forma, sua carreira de jogador de futebol profissional como se realmente houvesse nascido em 1979. Enquanto o "falso" Eriberto ganhava fama no futebol, o "verdadeiro" passou quase 6 anos enfrentando constrangimentos diante das acusações de uso de documentos falsos. Em 2010, Luciano foi julgado e condenado.[32]

### Doping
- Diego Maradona - Maradona foi flagrado no exame anti-doping, após a partida contra a Grécia na Copa do Mundo de 1994. Ele estava sob efeito de efedrina.

### Farsa
- Carlos Kaiser - Carlos Kaiser foi um suposto jogador de futebol que durante 26 anos conseguiu ludibriar diversos clubes brasileiros (entre eles Botafogo, Flamengo, Bangu, Fluminense, Vasco da Gama, América) e do exterior - Puebla (México), Independiente (Argentina), El Paso (Estados Unidos), Gazélec Ajaccio (França), fazendo parte de seus elencos e ganhando salário de futebolista, mesmo sem praticamente ter disputado partidas oficiais durante toda a sua carreira.[33]

### Desvio de Dinheiro
- Orlando Silva - Em outubro de 2011 a revista Veja publicou uma denúncia de um policial militar que alega que Orlando Silva, então ministro dos esportes, participava de um esquema de desvio de recursos públicos do Programa Segundo Tempo.[34] Após 12 dias sem provas para as acusações, em 26 de outubro, Orlando se demitiu para, segundo ele, poder se defender melhor das denúncias e evitar que seu partido seja usado contra o governo.[35][36] Em 27 de outubro de 2011, Orlando Silva foi substituído no Ministério do Esporte por Aldo Rebelo.[37]

### Manipulação de Resultados
- Campeonato Italiano de Futebol de 1926–27 - Em 1927, o Torino foi o campeão italiano, mas a FIGC revogou o título porque a diretoria do clube de Turim subornou adversários para derrotar a Juventus.
- Campeonato Italiano de Futebol de 1980–81 - Em 1980 houve um escândalo de manipulação de resultados no Campeonato Italiano. Para obter lucro em uma loteria esportiva, jogadores e dirigentes de clubes como Lazio e Milan se envolveram em um esquema. As duas equipes foram punidas com o rebaixamento à Série B e 48 pessoas foram presas.
- Máfia da Loteria Esportiva de 1982 - A Máfia da Loteria Esportiva foi um esquema criminoso de manipulação de resultados do futebol brasileiro que visava fraudar resultados das partidas em favor de um grupo de apostadores da Loteria Esportiva, que era o principal jogo de azar da época.
- Escândalo Los Cachirules - O México foi desclassificado da Copa de 1990 (e qualquer outra competição internacional) depois de utilizar os jogadores acima do limite de idade permitido pela FIFA na fase de qualificação para o Mundial Sub-20 de 1989. A punição originalmente seria só aplicada à equipe nacional Sub-20 e não as seleções principal e Olímpica, mas a pena foi aplicada a todos os representantes mexicanos de todos os torneios nacionais sancionados pela FIFA. Esta é considerada uma das sanções mais fortes já aplicadas pela entidade a uma seleção.
- Escândalo Olympique de Marseille x Valenciennes - Campeão europeu em 1993, o Olympique de Marseille envolveu-se num escândalo denunciado pelo Valenciennes quatro dias antes da decisão contra o Milan: no jogo realizado entre os 2 clubes, o meio-campista Jean-Jacques Eydelie pediu para que os jogadores do Valenciennes não entrassem com violência, evitando que o elenco do sul da França perdesse algum atleta lesionado. Jacques Glassmann, um dos atletas subornados, disse que os companheiros de time Jorge Burruchaga (campeão mundial pela Argentina em 1986) e Christophe Robert aceitaram a proposta em troca de 250 mil francos. O dinheiro foi encontrado enterrado no quintal da casa da sogra de Robert, a quem o presidente Bernard Tapie admitiu ter entregado o dinheiro para que abrissem um restaurante. Tapie ficou preso durante 2 anos, o Olympique perdeu o título da Ligue 1 de 1992-93 e foi rebaixado à Segunda Divisão. O título europeu não foi cassado, mas a equipe foi impedida de participar da edição seguinte da Liga dos Campeões, da Supercopa Europeia e da Copa Intercontinental, dando lugar ao Milan.
- Caso Ivens Mendes - O Caso Ivens Mendes, ocorrido em 1997, foi um episódio nunca devidamente esclarecido de suposta corrupção e influência política no futebol brasileiro. A CBF usou o episódio como pretexto para cancelar o rebaixamento de Fluminense e Bragantino, que haviam sido os últimos colocados no Campeonato Brasileiro de 1996 e deveriam disputar a Série B em 1997. Sem rebaixados, o Brasileirão de 1997 teve 26 clubes, dois a mais que nos anos anteriores.[38]
- Apito Dourado - O caso Apito Dourado é um escândalo de corrupção no meio do futebol português que emergiu em 2004.[39] Este caso ainda está sendo analisado pela justiça portuguesa.
- Máfia do Apito - Em 2005, o árbitro Edílson Pereira de Carvalho foi figura central do esquema de manipulação de resultados no Campeonato Brasileiro. Ele foi acusado de receber entre dez e quinze mil reais fixos por jogo, fato que levou a Confederação Brasileira de Futebol a anular onze partidas por ele apitadas, e a determinar que essas partidas fossem novamente realizadas. Por este episódio, Edílson foi suspenso em 24 de setembro de 2005, e posteriormente banido do futebol[40] Além dele, o árbitro Paulo José Danelon e os empresários Nagib Fayad e Vanderlei Pololi também tiveram a prisão decretada pela justiça.[41]
- Caso Genoa - Em 2005, o Genoa havia garantido o título e o acesso à Série A depois de 10 anos. 3 dias após a vitória por 3 a 2 sobre o Venezia, foi descoberto que Stefano Capozucca (diretor-geral do Genoa) havia pago 250 mil euros a Giuseppe Pagliara (gerente do Venezia) para que os Grifoni de forma intencional, além do envolvimento dos presidentes dos clubes (Enrico Preziosi e Franco Dal Cin). Em agosto, a Federação Italiana de Futebol revogou o acesso do Genoa e puniu o time com o rebaixamento à Série C1 e a perda de 3 pontos[42]. Preziosi, Dal Cin, Pagliara e Capozucca foram suspensos do futebol por 5 anos, e Michele Dal Cin (filho do presidente do Venezia) foi banido por 3 anos e um mês[43]. O Empoli, que havia terminado como vice-campeão, herdou a vaga na primeira divisão e o título da Série B.
- Escândalo da Serie A 2006 - Em 2006, foi descoberto um escândalo de manipulação de resultados no Campeonato Italiano de Futebol. Vários clubes foram punidos com perdas de pontos, e a Juventus foi rebaixada para a 2ª divisão italiana.
- Escândalo de apostas no futebol europeu em 2009 - O Escândalo de apostas no futebol Europeu em 2009 foi uma tentativa de influenciar nos resultados de jogos de futebol realizados na Europa, com o objetivo de fraudar a indústria de apostas. Este caso ainda está sob investigação.
- Escândalo de manipulação de resultados na Liga Turca - temporada 2010-2011 - este escândalo envolveu o então atual campeão nacional Fenerbahçe, o vice Trabzonspor e o vencedor da Copa da Turquia, o Beşiktaş.[44]
- Escândalo de manipulação de resultados na Guatemala - Em setembro de 2012, a Federación Nacional de Fútbol de Guatemala baniu do futebol Guillermo Ramírez, Yony Flores e Gustavo Cabrera (que já estavam suspensos desde junho[45]) após se envolverem em um esquema de armação de resultados nas partidas contra Costa Rica e Venezuela[46]
- Escândalo de manipulação de resultados em El Salvador - Em 2013, 14 jogadores da Seleção Salvadorenha foram acusados de envolvimento em um esquema de manipulação de resultados nas eliminatórias da Copa de 2014, além da Copa Ouro de 2011 e em 2 jogos amistosos. A Federação Salvadorenha de Futebol anunciou que os atletas foram banidos do futebol[47][48], e puniu outros 2 jogadores com suspensão de 6 e 18 meses. Entre os jogadores suspensos, os goleiros Dagoberto Portillo e Miguel Montes, o lateral-esquerdo Alfredo Pacheco (recordista de jogos disputados pela seleção) e os meio-campistas Christian Castillo e Osael Romero. Em dezembro de 2015, Pacheco foi assassinado em um posto de gasolina em Santa Ana, sua cidade natal[49].
- Operação Penalidade Máxima - No dia 14 de fevereiro de 2023, uma organização criminosa que atuava para manipular resultados de jogos de futebol brasileiro foi alvo de operação do Ministério Público do Estado de Goiás (MPGO).

### Outros
- Incidente nas Eliminatórias Sul-Americanas para a Copa de 1990 - Este caso ficou mundialmente conhecido como "fogueteira do Maracanã". Por temer que a seleção chilena fosse desclassificada pelo Brasil nas Eliminatórias para a Copa do Mundo de 1990, o goleiro chileno Roberto Rojas aproveitou-se de um sinalizador, que caiu no gramado e próximo a si, e simulou um ferimento supostamente causado por este artefato luminoso, utilizando-se de um tipo de lâmina que ele guardava dentro da luva, o que causou a paralisação da partida. Em virtude deste fato, a mulher que disparou o sinalizador no campo (Rosenery Mello do Nascimento Barcelos da Silva) foi presa em flagrante, mas virou uma celebridade instantânea pela sua beleza. Tanto que acabou se tornando capa da Playboy na edição 172, de novembro daquele ano.[50] Já Roberto Rojas foi banido do esporte. Em meados de 2001, a Comissão Disciplinar da FIFA concedeu anistia ao ex-jogador, então com 43 anos, devido à intervenção da "Unión de Futbolistas de Chile".[51] Com a liberação para voltar ao futebol, Rojas virou treinador de goleiros do São Paulo.

## Jogos Eletrônicos
- Escândalo das partidas combinadas nas Competições profissionais de StarCraft: Brood War - Em 13 de abril de 2010, foi revelado que um esquema envolvendo trapaças nas partidas de StarCraft existia na Coreia do Sul e envolvia jogadores populares que intencionalmente perdiam jogos.[52] Como jogos profissionais tem um status legalizado na Coreia do Sul, as consequências dessas ações foram muito fortes, com 11 jogadores sendo banidos de todas as competições profissionais de SC pelo resto da vida, e enfrentando processos que possivelmente os levará à cadeia. Até 9 de Junho de 2010, 11 jogadores haviam sido banidos como resultado do escândalo.[53] Em Outubro de 2010, as sentenças foram declaradas.[54]
- Manipulação de resultado da iBUYPOWER vs. NetcodeGuides.com: Em 20 de agosto de 2014, os jogadores da então iBUYPOWER de CS:GO perderam propositalmente uma partida contra a equipe da NetcodeGuides.com em uma competição norte americana por 16-4. O motivo da derrota se resulta pelos jogadores da iBP terem apostado contra si mesmos, com a intenção de receber dinheiro e skins (itens que podem ser adquiridos e vendidos dentro do jogo) provenientes de um site de apostas. Era estimado que os jogadores envolvidos receberiam cerca de 10 mil dólares. A manipulação foi descoberta em 16 de janeiro de 2015 por Richard Lewis, no portal DaliyDot[55][56]. Dez dias depois, os jogadores Sam "DaZeD" Marine, Braxton "swag" Pierce, Keven "AZK" Larivière e Joshua "steel" Nissan, além de Derek "dboorN" Boorn, Casey "caseyfoster" Foster (dono da NetcodeGuides.com) e Duc "cud" Pham receberam banimento permanente (o único jogador no esquema a não ser punido foi Tyler "Skadoodle" Latham, porque ele recusou as skins obtidas na aposta) de todas as competições futuras produzidas pela Valve, no caso, os Majors[57]. Mas desde junho de 2017, a ESL e algumas outras ligas permitiram que esses jogadores possam participar de seus torneios, desde que não haja envolvimento direto com a produtora do jogo.[58]

## Sumô

### Manipulação de Resultados
- Escândalo de manipulação de resultados em 2011 - Em 2011, as TVs japonesas divulgaram um esquema de manipulação de resultados que desencadeou o “black-out” da televisão e um alerta do governo. As polêmicas levaram a demissão em massa dos envolvidos com o sumô, á prisões.[59]